# Tazio Nuvolari

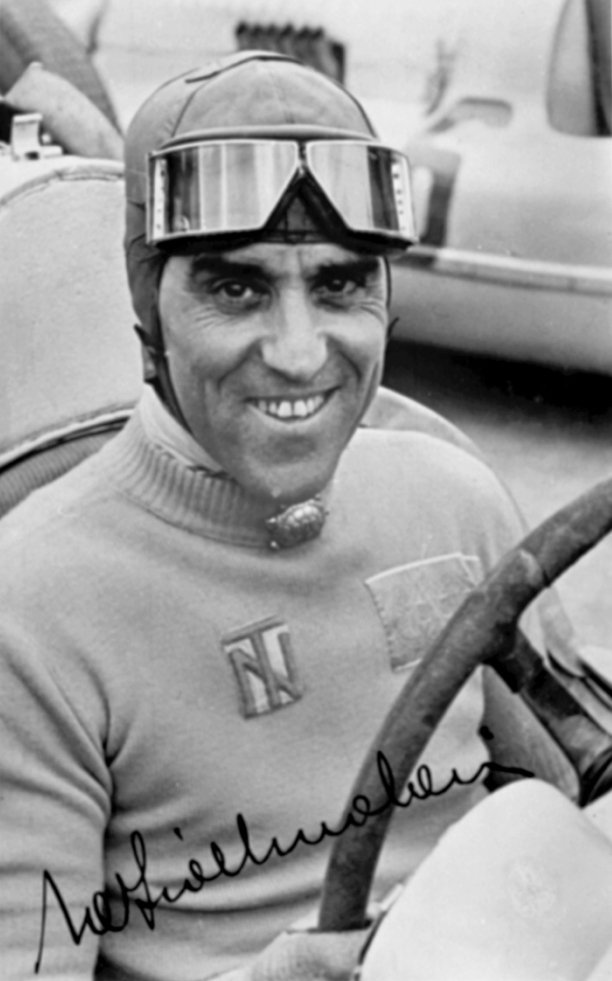
Tazio Nuvolari

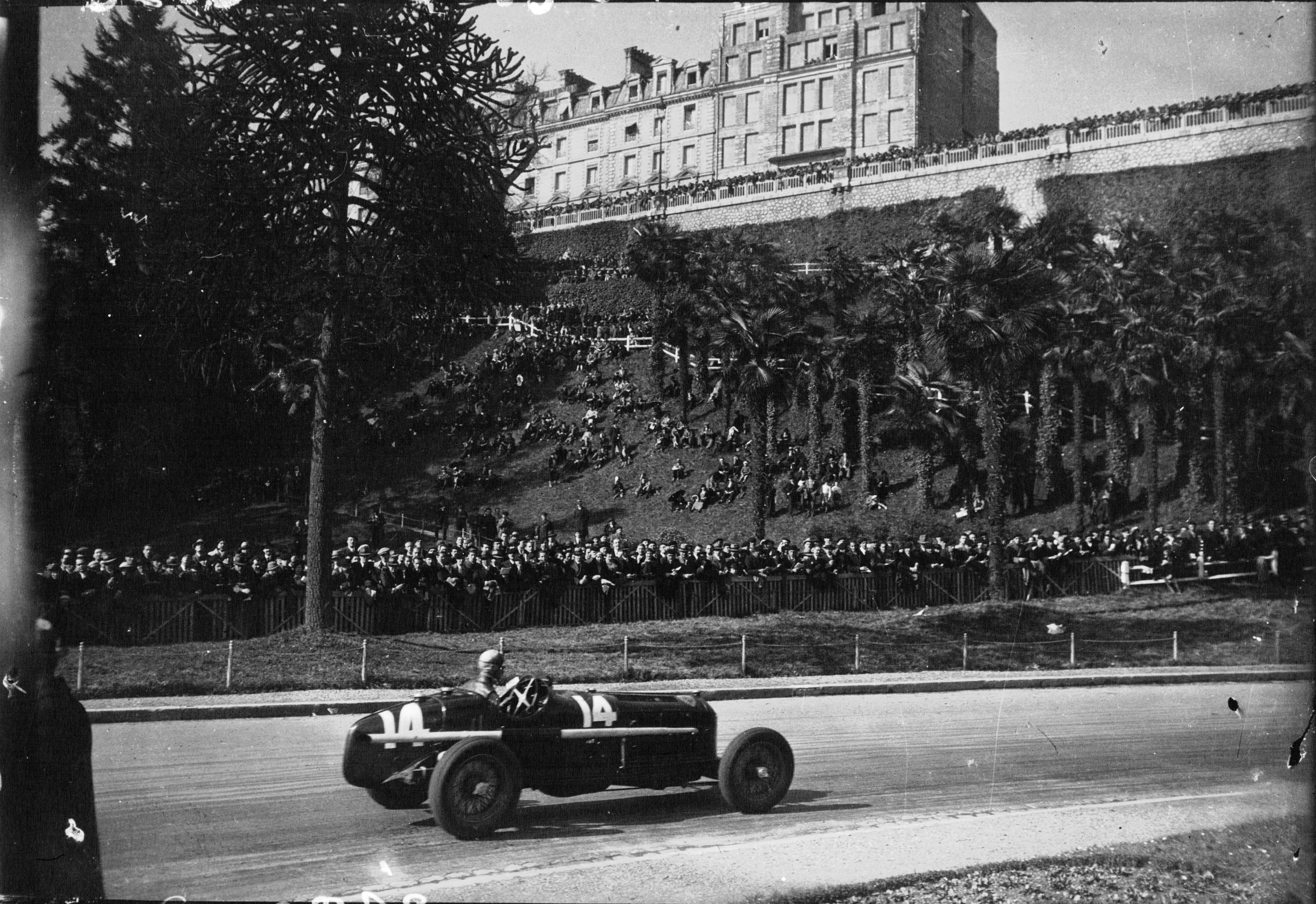
Tazio Nuvolari in einem Alfa Romeo der Scuderia Ferrari; beim Großen Preis von Pau 1935

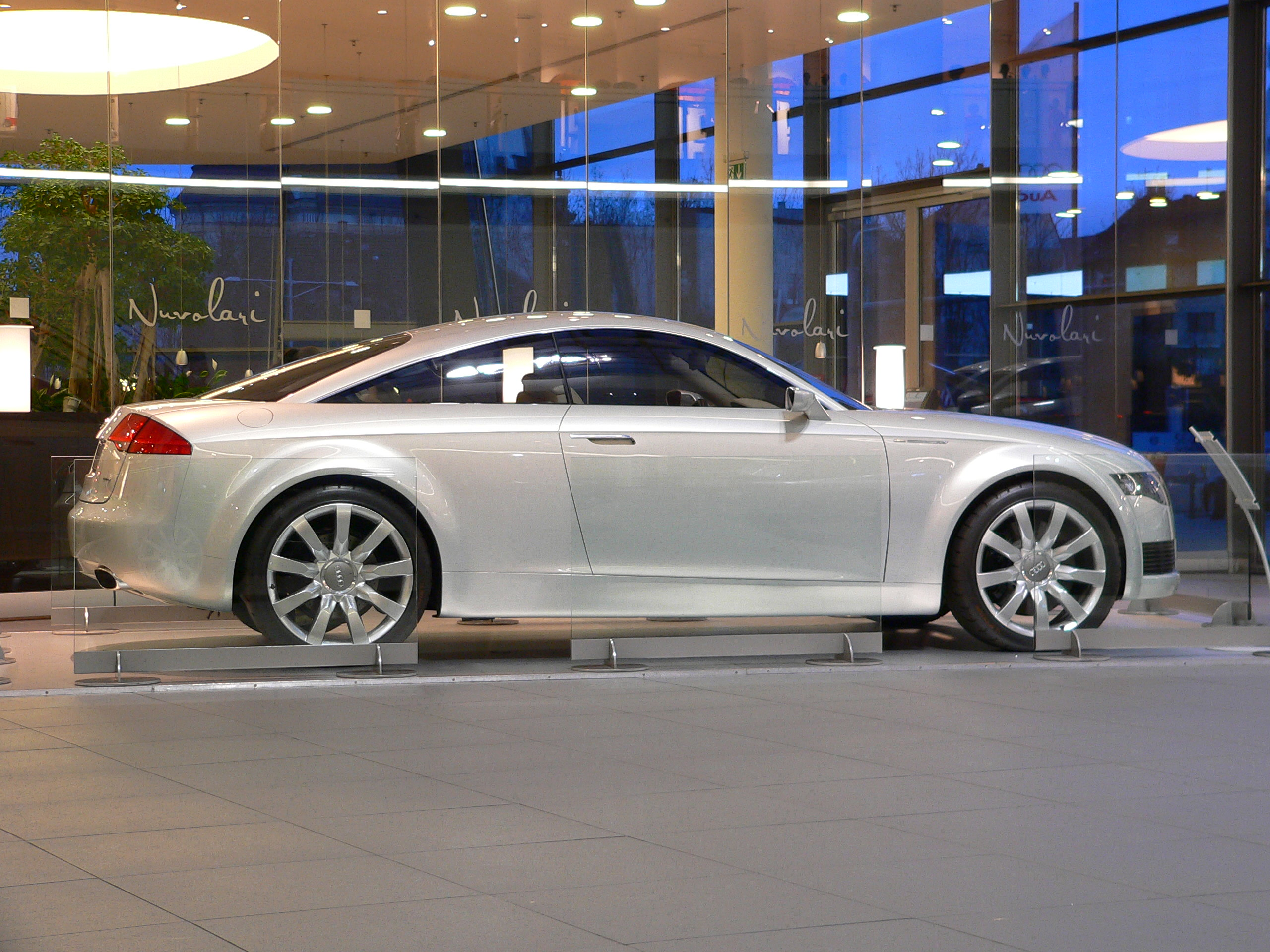
Studie „Audi Nuvolari“ im Audi Forum Neckarsulm

Tazio Giorgio Nuvolari (* 16. November 1892 in Castel d’Ario, Provinz Mantua; † 11. August 1953 in Mantua) war ein italienischer Motorrad- und Automobilrennfahrer.

## Karriere
Tazio Nuvolari, bekannt als „Mantovano volante“ oder „Fliegender Mantuaner“, war bereits zu Lebzeiten eine Legende und gilt noch heute als einer der besten Rennfahrer der Geschichte. Abseits der Strecke galt er als freundlicher und beliebter Zeitgenosse, kaum saß er jedoch am Steuer, kam seine Kämpfernatur und sein unbändiger Wille zum Sieg zum Vorschein. Er nahm große Risiken auf sich, verletzte sich oft bei Unfällen und erreichte immer wieder mit unterlegenem Material das scheinbar Unmögliche.
1920 begann Nuvolari mit Motorradrennen auf einer 350-cm³-Garelli und gewann 1923 das Rennen Cicuito di Parma, 1924 wurde er auf Norton Italienischer Meister in der 500-cm³-Klasse. 1925 gewann er auf Bianchi in Monza die Europameisterschaft in der 350-cm³-Klasse. Nach einem Unfall, bei dem er sich beide Beine brach, hieß es, in frühestens einem Monat könne er wieder gehen, vom Rennfahren ganz zu schweigen. Eine Woche später ließ er sich von Mechanikern auf das Motorrad setzen und beim Start festhalten. Als er das Rennen gewann, war eine Legende geboren.
1924 begann Nuvolari Autorennen zu fahren und gewann auf einem Bianchi beim Circuito di Tigullio sein erstes Rennen. 1927 kaufte er sich einen Bugatti und gründete mit seinem Freund und späteren Rivalen Achille Varzi ein Privatrennteam. Er gewann 1927 den Gran Premio di Roma, 1928 das Circuito di Alessandria und 1930 das Langstreckenrennen Mille Miglia.
Ab 1931 fuhr Tazio Nuvolari auf Alfa Romeo und dominierte die Grand-Prix-Europameisterschaft 1932 mit Siegen bei den Grands Prix von Monaco, Italien und Frankreich. Zerwürfnisse mit Enzo Ferrari, damals Rennleiter von Alfa Romeo, führten zu seinem Engagement bei Maserati, mit dem er unter anderem den Grand Prix von Belgien 1933 gewann. 1935 kehrte er zu Alfa Romeo zurück und feierte beim Grand Prix von Deutschland im gleichen Jahr einen seiner größten Erfolge. Dank seiner Leistung im gegenüber den deutschen Silberpfeilen weit unterlegenen Auto gilt dieses Rennen als einer der besten Grands Prix überhaupt.
Nachdem Anfang April 1938 beim Grand Prix de Pau sein Tipo 308 wegen eines Lecks im Benzintank ausgebrannt war und Nuvolari Verbrennungen an Gesicht, Beinen und Armen erlitten hatte, wollte er seine Karriere beenden. Dennoch wurde er wenige Wochen später von der Auto-Union-Rennabteilung in den Zwickauer Horch-Werken als Werksfahrer verpflichtet. Nuvolari testete am 8. Juli auf dem Nürburgring erstmals den Auto-Union-Rennwagen und startete ab dem Großen Preis von Deutschland für den deutschen Hersteller in der Grand-Prix-Europameisterschaft 1938. Er nahm den Platz von Bernd Rosemeyer ein, der Anfang des Jahres bei einem Rekordversuch tödlich verunglückt war, und übernahm auch dessen Rennmechaniker Ludwig Sebastian. Noch im selben Jahr gewann Nuvolari auf dem Typ D unter anderem den Großen Preis von Italien. Die Europameisterschaft schloss er als Fünfter und bester Auto-Union-Pilot ab.
Nach dem Zweiten Weltkrieg kehrte Nuvolari auf die Rennstrecken zurück, doch war er bereits durch schweres Asthma beeinträchtigt. Die Mille Miglia 1948 war sein letztes großes Rennen. Schwerkrank, er hustete und spuckte Blut, trat er an und trieb seinen Zweiliter-V12-Ferrari vom Typ 166 Spyder Corsa über die Belastbarkeitsgrenze hinaus an. Er wusste, es war seine letzte Chance, und er wollte dieses Rennen unbedingt gewinnen. Ein Bremsdefekt warf ihn aber aus dem Rennen und anschließend brach er zusammen.
Nuvolaris letztes Rennen – gleichzeitig der letzte Sieg – war am 10. April 1950 das Bergrennen „Salita al Monte Pellegrino“ auf Sizilien mit einem Cisitalia-Abarth 204 der Squadra Carlo Abarth. Das Resultat war der fünfte Gesamtrang und der Sieg in der Klasse 1100 Sport.
Nuvolari starb 61-jährig an den Folgen eines zweiten Schlaganfalls. Ferdinand Porsche nannte ihn den „größten Fahrer der Vergangenheit, Gegenwart und Zukunft“.

## Ehrungen
Nuvolari zu Ehren wurde von 1954 bis 1957 das Straßenrennen Gran Premio Nuvolari ausgetragen. Seit 1991 wird dieses Rennen als Oldtimerveranstaltung weitergeführt.
Im Februar 1994 wurde in München auf der Automesse der nostalgische Sportwagen EAM Nuvolari S1 in Anwesenheit der Schwester und anderer Verwandter Tazio Nuvolaris feierlich vorgestellt.
Zum 50. Todestag Nuvolaris benannte Audi im Jahre 2003 die auf dem Genfer Auto-Salon vorgestellte Konzeptstudie Audi Nuvolari quattro nach der italienischen Rennlegende. Nuvolari errang den letzten Grand-Prix-Sieg für einen Wagen der Auto Union (Großer Preis von Jugoslawien am 3. September 1939) und wurde mit dieser Sportcoupé-Studie geehrt. Einige Jahre zuvor hatte bereits Alfa Romeo das Konzeptfahrzeug Nuvola vorgestellt, dessen Bezeichnung zwar in erster Linie das italienische Wort für Wolke aufgriff, in zweiter Linie aber auch als eine Reverenz an Tazio Nuvolari verstanden werden sollte.

## Statistik

### Motorradsport

#### Titel
- 1924 – italienischer 500-cm³-Meister auf Norton
- 1925 – 350-cm³-Europameister auf Norton
- 1926 – italienischer 350-cm³-Meister auf Bianchi

### Automobilsport

#### Vorkriegs-Grands-Prix-Ergebnisse
| Saison | Team                                    | Wagen                                                        | 1         | 2           | 3   | 4 | 5   | 6   | 7   | Punkte | Position      |
| ------ | --------------------------------------- | ------------------------------------------------------------ | --------- | ----------- | --- | - | --- | --- | --- | ------ | ------------- |
| 1931   | Scuderia Ferrari / SA Alfa Romeo        | Alfa Romeo Tipo A / Alfa Romeo 8C 2300 „Monza“               |           |             |     |   |     |     |     | 13     | 5.            |
| 1931   | Scuderia Ferrari / SA Alfa Romeo        | Alfa Romeo Tipo A / Alfa Romeo 8C 2300 „Monza“               | DNF / 1 1 | 11          | 2   |   |     |     |     | 13     | 5.            |
| 1932   | SA Alfa Romeo                           | Alfa Romeo Tipo B/P3                                         |           |             |     |   |     |     |     | 4      | Europameister |
| 1932   | SA Alfa Romeo                           | Alfa Romeo Tipo B/P3                                         | 1         | 1           | 2   |   |     |     |     | 4      | Europameister |
| 1933   | Scuderia Ferrari / Officine A. Maserati | Alfa Romeo 8C 2300 „Monza“ / Maserati 8CM                    |           |             |     |   |     |     |     | —      | —             |
| 1933   | Scuderia Ferrari / Officine A. Maserati | Alfa Romeo 8C 2300 „Monza“ / Maserati 8CM                    | DSQ       | DNF / DNF 2 | 1   | 2 | DNF |     |     | —      | —             |
| 1934   | privat / Automobiles E. Bugatti         | Bugatti T59 / Maserati 8CM                                   |           |             |     |   |     |     |     | —      | —             |
| 1934   | privat / Automobiles E. Bugatti         | Bugatti T59 / Maserati 8CM                                   | 5         | DNF         | 4   |   | 5   | 3   |     | —      | —             |
| 1935   | Scuderia Ferrari                        | Alfa Romeo Tipo B/P3 / Alfa Romeo 8C-35 Tipo C               |           |             |     |   |     |     |     | 35     | 4.            |
| 1935   | Scuderia Ferrari                        | Alfa Romeo Tipo B/P3 / Alfa Romeo 8C-35 Tipo C               | DNF       | DNF         |     | 1 | 5   | DNF | DNF | 35     | 4.            |
| 1936   | Scuderia Ferrari                        | Alfa Romeo 8C-35 Tipo C / Alfa Romeo 12C-36                  |           |             |     |   |     |     |     | 17     | 3.            |
| 1936   | Scuderia Ferrari                        | Alfa Romeo 8C-35 Tipo C / Alfa Romeo 12C-36                  | 4         | DNF         | DNF | 2 |     |     |     | 17     | 3.            |
| 1937   | Scuderia Ferrari / Auto Union AG        | Alfa Romeo 12C-36 / Alfa Romeo 8C-35 Tipo C Auto Union Typ C |           |             |     |   |     |     |     | 28     | 7.            |
| 1937   | Scuderia Ferrari / Auto Union AG        | Alfa Romeo 12C-36 / Alfa Romeo 8C-35 Tipo C Auto Union Typ C |           | 4           | DNS | 5 | 7   |     |     | 28     | 7.            |
| 1938   | Auto Union AG                           | Auto Union Typ D                                             |           |             |     |   |     |     |     | 20     | 5.            |
| 1938   | Auto Union AG                           | Auto Union Typ D                                             |           | DNF         | 9   | 1 |     |     |     | 20     | 5.            |
| 1939   | Auto Union AG                           | Auto Union Typ D                                             |           |             |     |   |     |     |     | 19     | 4.            |
| 1939   | Auto Union AG                           | Auto Union Typ D                                             | DNF       | DNF         | DNF | 5 |     |     |     | 19     | 4.            |

| Legende  | Legende                                                                   | Legende                                                                   |           |
| Farbe    | Bedeutung                                                                 | Bedeutung                                                                 | EM-Punkte |
| -------- | ------------------------------------------------------------------------- | ------------------------------------------------------------------------- | --------- |
| Gold     | Sieg                                                                      | Sieg                                                                      | 1         |
| Silber   | 2. Platz                                                                  | 2. Platz                                                                  | 2         |
| Bronze   | 3. Platz                                                                  | 3. Platz                                                                  | 3         |
| Grün     | Klassifiziert, mehr als 75% der Renndistanz zurückgelegt                  | Klassifiziert, mehr als 75% der Renndistanz zurückgelegt                  | 4         |
| Blau     | nicht punkteberechtigt, zwischen 50% und 75% der Renndistanz zurückgelegt | nicht punkteberechtigt, zwischen 50% und 75% der Renndistanz zurückgelegt | 5         |
| Violett  | nicht punkteberechtigt, zwischen 25% und 50% der Renndistanz zurückgelegt | nicht punkteberechtigt, zwischen 25% und 50% der Renndistanz zurückgelegt | 6         |
| Rot      | nicht punkteberechtigt, weniger als 25% der Renndistanz zurückgelegt      | nicht punkteberechtigt, weniger als 25% der Renndistanz zurückgelegt      | 7         |
| Farbe    | Abkürzung                                                                 | Bedeutung                                                                 | EM-Punkte |
| Schwarz  | DSQ                                                                       | disqualifiziert (disqualified)                                            | 8         |
| Weiß     | DNS                                                                       | nicht gestartet (did not start)                                           | 8         |
| Weiß     | DNA                                                                       | nicht erschienen (did not arrive)                                         | 8         |
| sonstige | P/fett                                                                    | Pole-Position                                                             | 8         |
| sonstige | SR/kursiv                                                                 | Schnellste Rennrunde                                                      | 8         |
| sonstige | DNF                                                                       | Rennen nicht beendet (did not finish)                                     | 8         |

#### Le-Mans-Ergebnisse
| Jahr | Team                | Fahrzeug                 | Teamkollege    | Platzierung |
| ---- | ------------------- | ------------------------ | -------------- | ----------- |
| 1933 | Soc. An. Alfa Romeo | Alfa Romeo 8C 2300 MM-LM | Raymond Sommer | Gesamtsieg  |